# Stare Bulkowo
Stare Bulkowo – wieś w Polsce położona w województwie mazowieckim, w powiecie pułtuskim, w gminie Winnica.
W latach 1975–1998 miejscowość administracyjnie należała do województwa ciechanowskiego.